# Changthang (Tibetaans Hoogland)

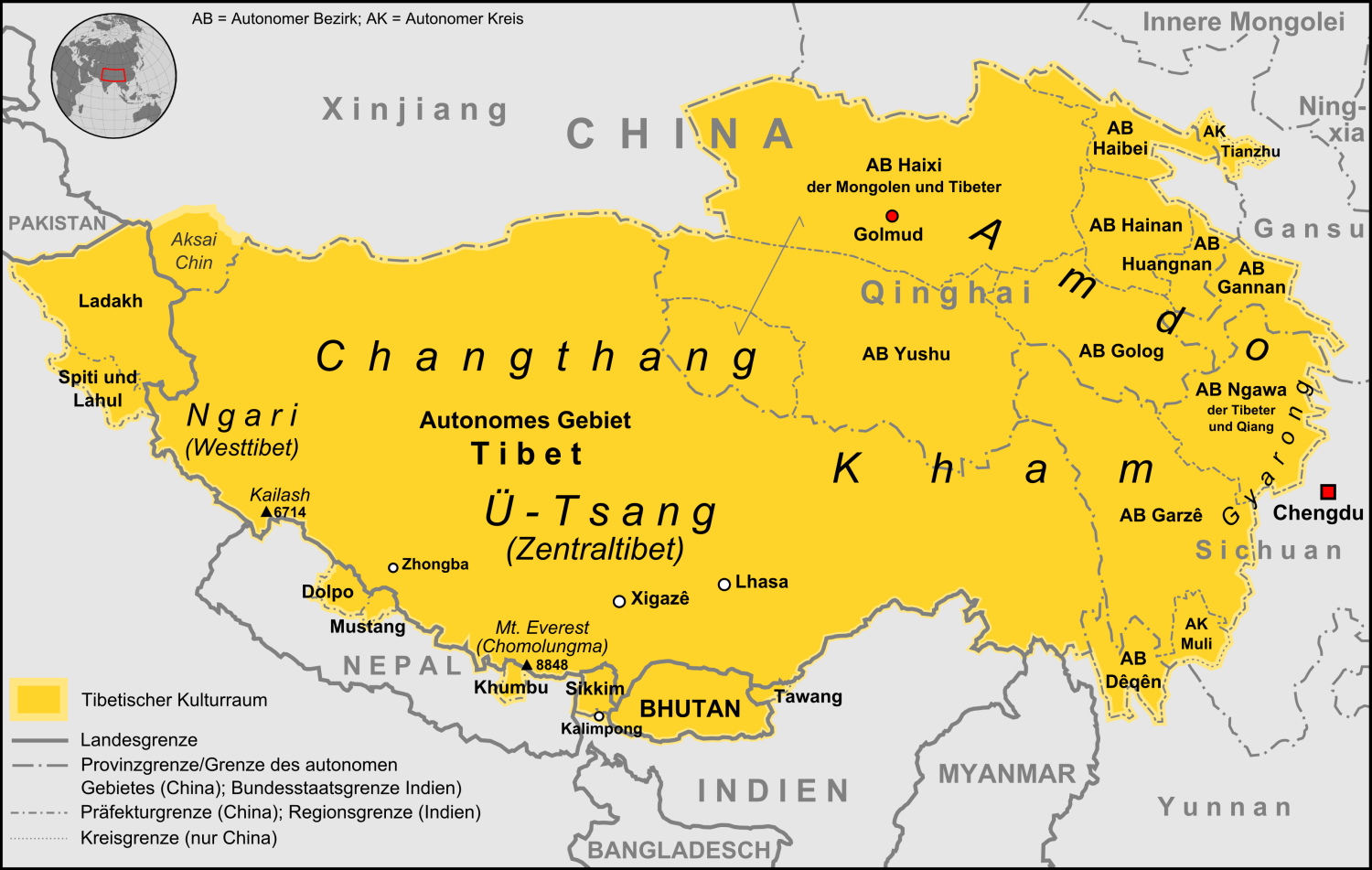
Changthang in het Tibetaanse cultuurgebied

Changthang (officieel: Qangtang) is de benaming voor de uitgestrekte hooglandsteppen in het noordwesten van de Tibetaanse Autonome Regio en ten noorden van het Tibetaans Hoogland. Het noordwestelijke punt bestrijkt de regio Ladakh in Noord-India.
Van Lhasa en de centrale regio U-Tsang gerekend, liggen de Changthang in het noorden, waardoor ze de naam noordelijke (Tibetaans: byangs) vlakten (thang) kregen.
Vergelijkbaar met de steppen in het Alpengebied, komen hier in de zomer groene graslanden voor die in de droge winterhelft van het jaar een woestijnachtig karakter aannemen. De woestijnlandschappen bestaan uit steengruis en -brokken in de hogere lagen van de hooggebergtes in de regio en in de veel drogere landsdelen in het westen van de Changthang.

## Ligging

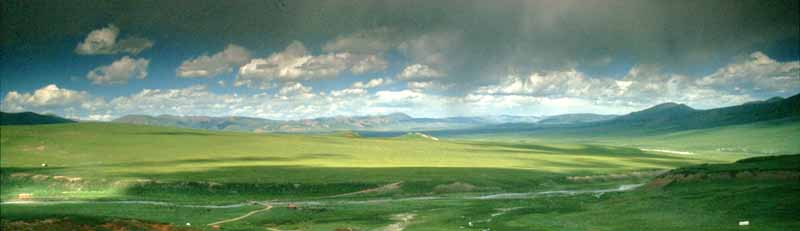
Typerend steppelandschap in Yarmothang, de oostelijke uitloper van de Changthang

De noord- en westgrens zijn de bergketens Kunlun en in het oosten is dat het steppegebied Yarmothang en de overgang naar de Oost- en Zuidoost-Aziatische landschappen met bergkloven en ravijnen van Amdo en Kham, respectievelijk Sichuan en Yunnan.
Het landschap ligt gemiddeld ter hoogte van 4500 meter en bestaat voornamelijk uit alpenweiden, die vooral door de nomaden van de Drokpa (brog pa) worden gebruikt.
Het gebied sterkt zich ongeveer 1500 km uit van Ladakh in het westen naar de graslanden in Yushu (Noord-Kham) en Golog (Amdo, beide Qinghai), waarmee het meer als de helft van het Tibetaans Hoogland inneemt.